# San Zeno Naviglio
Pour les articles homonymes, voir San Zeno.
San Zeno Naviglio est une commune italienne de la province de Brescia, dans la région Lombardie.

## Administration
| Période                                  | Période | Identité | Étiquette | Qualité |
| ---------------------------------------- | ------- | -------- | --------- | ------- |
|                                          |         |          |           |         |
| Les données manquantes sont à compléter. |         |          |           |         |

### Hameaux
Aspes, Caselle, Garza, Sörèc

### Communes limitrophes
Borgosatollo, Brescia, Flero, Poncarale